# 虹彩六號：拉斯維加斯2
《虹彩六號：拉斯維加斯2》是一款由育碧蒙特利爾開發，育碧發行的戰術第一人稱射擊遊戲。该作是彩虹六号系列中“维加斯”子系列的第二部，但从另一个角度讲述了前作的背景故事。
不同于前作人物相貌相对固定，本作的主角 Bishop 其性别、外貌、装扮等均可自由设定，甚至可用摄像头拍摄相片设为人物脸形。

## 故事情节

### 序幕：比利牛斯山
五年前在比利牛斯山发生了一起劫持人质事件，欧盟方面派出谈判专家 Monroe 中尉前去谈判，暗地里则安排两个三人小队渗透到谈判现场周围伺机行动。A 小队由 Bishop 的同事、也是好友 Domingo“老 D”Chavez 带领，而 Bishop 则带领由 Gabriel Nowak 和 Logan Keller 组成的 B 小队。
Nowak 的性格比较激进、提出的行动方案也多为正面强攻，而 Logan 则相较之下更为稳健。在两支小队的互相掩护下，B 队首先抵达了谈判现场。Nowak 提议说不如就由 B 队三人直接把在场的所有恐怖分子干掉收场了事，但被 Bishop 拒绝、要按原计划等待 A 队就位再行动。然而在等待过程中恐怖分子做出了举枪威胁人质的举动，被 Nowak 误以为是要射杀人质，情急之下先开了火，Bishop 和 Logan 也只好动手。交火过程中 Monroe 中弹身亡，两队人马只得将错就错对剩下的恐怖分子开展强攻。其间过意不去的 Nowak 一直想跟 Bishop 道歉，但苦于枪林弹雨找不到好机会开口。
最后在一处大厅里 B 队发现恐怖分子激活了一枚炸弹。Bishop 令 Nowak 上前拆弹，但就在拆除完成的一瞬间 Nowak 却被埋伏已久的恐怖分子击倒。Nowak 大呼不要丢下我，只是 Bishop 和 Logan 疲于还击而实在无法上前救助；危急时刻 A 队杀到，这才救下 Nowak。

### 第一幕：旧维加斯
五年后的内华达州拉斯维加斯、2010 年 6 月 2 日，本已转入教学训练岗位的 Bishop 由于 NSA 在市内发现了化武炸弹而不得不再度披挂上阵，此次的两名手下分别是爆破手 / 机枪手 Michael Walter（昵称 Mike）和电子专家 Yung Park。飞行员 Gary Kenyon 驾驶直升机载着小队以及情报官 Sharon Judd 飞入市区，期间已经晋升高层的老 D 传来视频通讯为小队做简报——本来从事人口偷渡的 Miguel Cabrero 和 Alvarez Cabrero 两兄弟突然开始走私轻武器、直至最近开始染指化学武器。虽然事态发展几乎一定会走下坡路，但彩虹总部和 NSA 已经把 Logan 派去墨西哥，而对于 Bishop 这边他们则希望调查清楚 Cabrero 兄弟制造炸弹的事，并且要以保护平民为重。
一位名叫 Scott Neville 的探员已经先行前往 Cabrero 兄弟身边进行卧底调查，然而稍后传来的视频表明他的身份已经暴露并惨遭折磨。Bishop 带队一路追到附近的夜总会尝试救援未果、更暴露了自己，小队只得从夜总会经由停车场杀出一条血路。
穿过一片货场区时小队解救了一名逃出来的女子，她说自己的家人被 Cabrero 一伙抓住、随时有可能被杀，Bishop 遂带队杀去救人。途中传来消息说有一部可疑的货车驶离市区，然而 Bishop 认为既然保护平民为重，那么显然眼下专注救援人质才是正理，货车的事只能先放一放了。
救下女子的家人后，他们说还有几个跟他们一样被恐怖分子们抓作人质的。Mike 觉得现在应该回头去追那辆货车，但 Bishop 坚持先救人。小队将所有人质尽数救出后发现这里化学物质和炸药都不够制造化武炸弹，人质们也说被装车运走了，小队急忙回头搭上直升机去追那辆货车。

### 第二幕：体育馆
货车一头撞进了一家体育馆里。随后追到的 Bishop 等人清除了现场的抵抗后打开后车门一看却是空空如也，说明炸弹已被拿走了。既然这是化学武器、在小而密闭的空间里施放才能起到杀伤效果，小队便开始对附近的建筑进行地毯式搜索。
杀到体育馆附近时，Sharon 在直升机上拍到了 Miguel 带人往体育馆屋顶的通风系统进风口投放不明物体的画面，并设法击中了 Miguel 的腿部。Miguel 负伤逃走，而地面上的 Bishop 等人则晚了一步、没能打开封死的铁门救出被困的平民们，致使许多人吸入化学毒气而死。Mikes 发火说要是当时先追这辆货车就不会有这么多平民丧命，Bishop 表示当时已经有人质问题要优先解决了；而且下命令的是 Bishop 不是别人，Bishop 自己会承担后果。
收拾好心情继续任务，三人冲出恐怖分子的包围圈来到外面临时设立的洗消点，消毒清洁过后杀过一间公共图书馆，碰见了伪装成洗消工作人员的 Miguel，不过腿伤让他露了马脚。被识破的 Miguel 在一众恐怖分子的掩护下穿过居民区狼狈逃窜，但最终敌不过彩虹小队被逼到了垃圾场的角落里。Mike 强压怒火上前逼问第二枚炸弹（那么多材料不可能只制造一枚炸弹）在哪，Miguel 仍然嘴硬不说，被 Bishop 一顿威吓才招出他的兄弟 Alvarez 带着第二枚炸弹去了市里的会展中心。Bishop 立即联系 Sharon 告知第二枚炸弹的下落，又故意激怒 Miguel 让他试图攻击自己并予以一枪击毙，算是给死难的平民们报了仇。

### 第三幕：会展中心
赶到会展中心，这里也有一辆一样的货车，而且里面也是一样空空如也。Sharon 传来通讯说会展中心的安全主管 Dennis Cohen 可能有些线索，小队于是来到他的办公室，然而这里早已满是恐怖分子，Cohen 则不见踪影。Yung 利用旁边监控室的电脑发现 Cohen 被绑在主演播室的台上求饶、说我已经履行了交易内容快放了我云云，旁边 Alvarez 则表示要杀他灭口。他们两人对话间提到一个人名 Irena Morales，Sharon 听说后立即反应过来这是 Logan 那边的主要敌人，Bishop 则决定带队潜入救出 Cohen。
众人突袭了演播室，清空室内敌人却见 Cohen 身上被绑了炸弹。在 Mike 解除炸弹的过程中外围的恐怖分子大举反扑，好在被另外两人以火力成功拦截。Cohen 说炸弹被运上了单轨列车朝宾馆驶去，小队急忙冲向北展厅外的单轨车站，尝试把恐怖分子安装了炸弹的单轨列车中的炸弹拆除，但是列车即将开出，所以Mike将炸弹提早引爆，以减低对城市的伤害。

### 第五幕：沙漠
NSA特工称他找到的Alvarez的躲藏点，就是位于内华达州沙漠的小机场，但他要求只有Bishop一人前往。到了最后，Bishop发现NSA特工原来就是彩虹六号队伍的叛徒Gabriel Nowak，一切的恐怖事件都是他一手策划，Gabriel杀死了Alvarez。Gabriel表示他做这一切都是为了证明自己比他的老师Bishop更优秀，说完之后，Gabriel就先命令武装分子袭击Bishop，然后把机库给炸毁了，Bishop被炸晕了过去，然后被直升机驾驶员救出。Bishop向领队Chavez申请追捕Gabriel的行动，但Chavez以彩虹六号的队伍已经疲累不堪的理由给拒绝，叫Bishop好好休息并待命。

### 第六幕：別墅
Bishop不理会Chavez休息待命的命令，决定自己去追捕Gabriel，Jung和Mike也决定跟随Bishop的行动，三人前往Gabriel位于哥斯达黎加的別墅。小队将別墅中的佣兵和护卫全部解决後，Bishop决定独自一人跟Gabriel对质，Gabriel出动武装直升机对抗，Joanna及时为Bishop安排防空导弹，于是Bishop对直升机进行射击迫使驾驶员呼叫增援，令防空导弹锁定电波讯号来源将直升机几落。最后，Bishop和Gabriel面对面，Bishop劝Gabriel投降，但Gabriel拒绝伏法并试图拔枪枪杀Bishop，Bishop没法子之下先开枪把Gabirel杀死。事后，Chavez批评Bishop的违抗命令擅自行动，将他的教官职务革除，但就调派他去英国赫尔福特的总部當副局长。